# Кульфі
Кульфі — традиційний індійський десерт, який нерідко називають «індійським морозивом».
Слово «кульфі» походить від перського qulfi (перс. قلفی), що означає «закрита чаша». Десерт, ймовірно, з'явився в Індії в XVI столітті як частина придворної кухні правителів імперії Великих Моголів. Як і багато інших страв сучасної індійської кухні, кульфі являє собою оригінальну адаптацію страв, що спочатку виникли на Близькому Сході, особливо в Персії та Османській імперії. Найближчими аналогами кульфі є традиційне перське морозиво бастані і турецьке морозиво дондурма. Однак, потрапивши до Індії з мусульманськими завойовниками, близькосхідні страви, у тому числі й заморожені десерти, зазнали цілої низки змін. Якщо перський десерт фалуде, віддалений аналог європейського сорбету, в Індії перетворився на холодний і солодкий молочний напій фалуда, що віддалено нагадує мілкшейк, то з кульфі зник салеп, один з основних інгредієнтів дондурми (рідше — бастані).
Щоб приготувати кульфі, підсолоджене ароматизоване молоко уварюють на повільному вогні. Молоко майже безперервно перемішують, щоб запобігти його прилипанню до кухонного посуду. Повільне приготування карамелізує цукор, надаючи кульфі характерного смаку. Потім суміш розливають у форми (сьогодні форми для кульфі найчастіше мають форму конуса) і занурюють форму охолоджуватися в ящик з льодом (раніше лід для цієї мети привозили в Делі з південних відрогів Гімалайських гір) і зберігали у спеціальних льодовнях, сьогодні для охолодження кульфі підійде і звичайний морозильник).
В результаті виходить заморожений молочний десерт однорідної консистенції, щільніший за європейське морозиво. Це пов'язано з тим, що суміш для приготування кульфі не збивають, а уварюють. В результаті, через щільність кульфі, воно тане повільніше, ніж звичайне морозиво.
Традиційно при приготуванні кульфі використовувалися такі ароматизатори, як шафран, трояндова вода, кардамон і фісташки, а також цукор місцевого, індійського виробництва. Спочатку кульфі було дуже дорогою, придворною насолодою, що насамперед було пов'язано зі складнощами створення замороженого десерту в жаркому кліматі. Сьогодні кульфі широко поширене в Індії та сусідніх країнах: Пакистані, Бангладеш, Непалі, а також у місцях проживання індійської діаспори. Сьогодні асортимент ароматизаторів для кульфі значно розширився, запозичивши багато уподобань, характерних для західного морозива, проте традиційні для кульфі смаки також продовжують користуватися стійкою популярністю.
Кульфі можна їсти на вулиці, як морозиво на паличці — ескімо, або ж сервірувати його на тарілці. При такій подачі кульфі нерідко доповнюється солодким топінгом та посипаннями (наприклад, посипанням з горіхів).
Хоча сьогодні кульфі асоціюється в першу чергу з конічною ескімоподібною формою, ранішнім вважається варіант, при якому приготовану суміш заливали в порційні керамічні горщики і прикрашали посипкою з горіхів (звідси, ймовірно, і назва). Подібним чином сервірується і індійський рисовий пудинг — фірні (кхір).

## Галерея

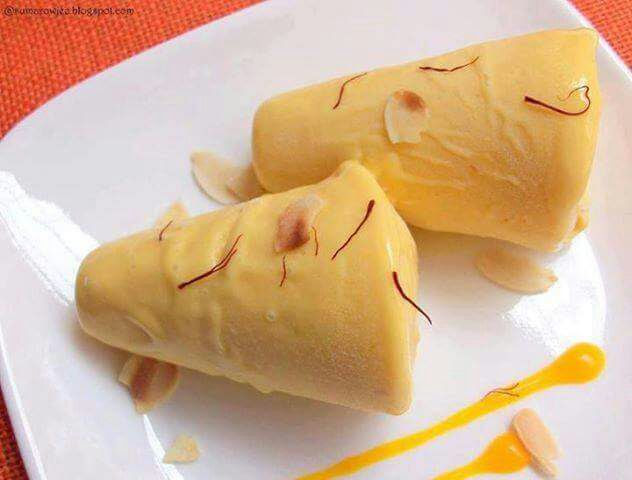
Кульфі зі смаком манго і шафрану, посипане пелюстками мигдалю
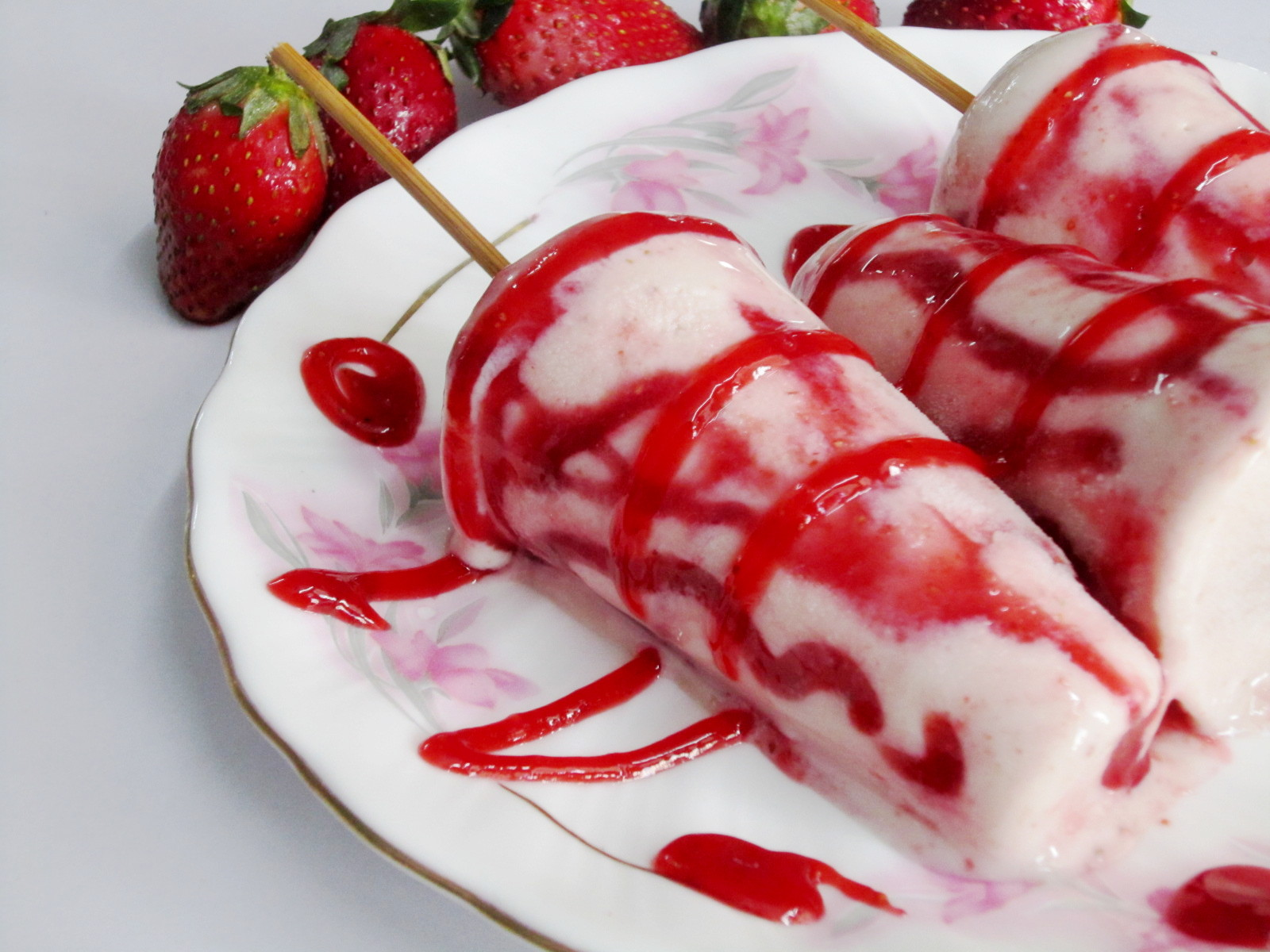
Полуничне кульфі з полуничним топінгом
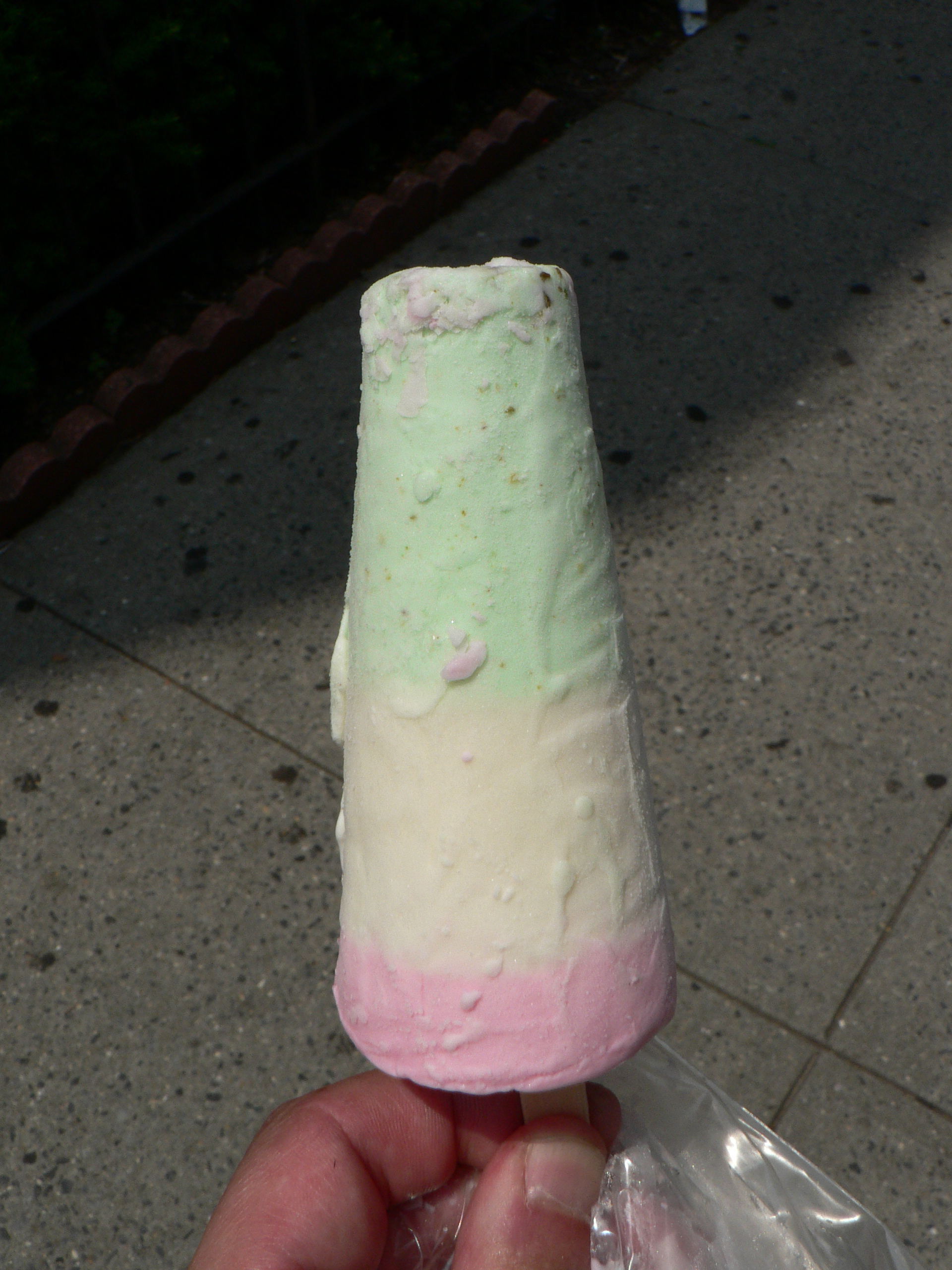
Тришарове кульфі зі смаками фісташки, ванілі та трояндової води.
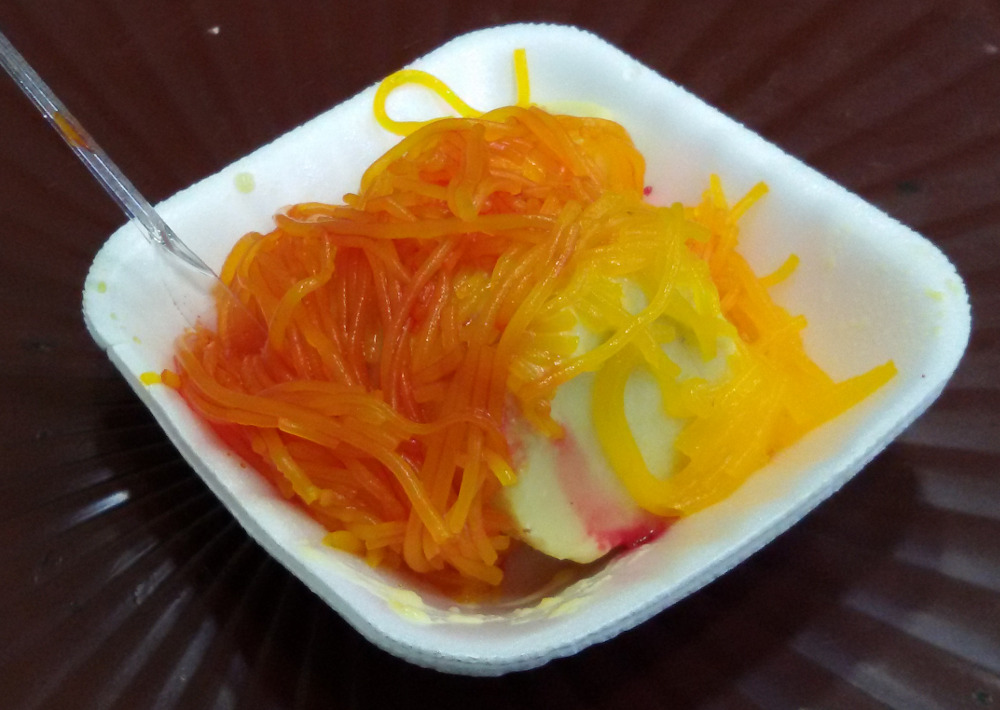
Кульфі, сервіроване з солодкою вермішеллю (з фалуди).
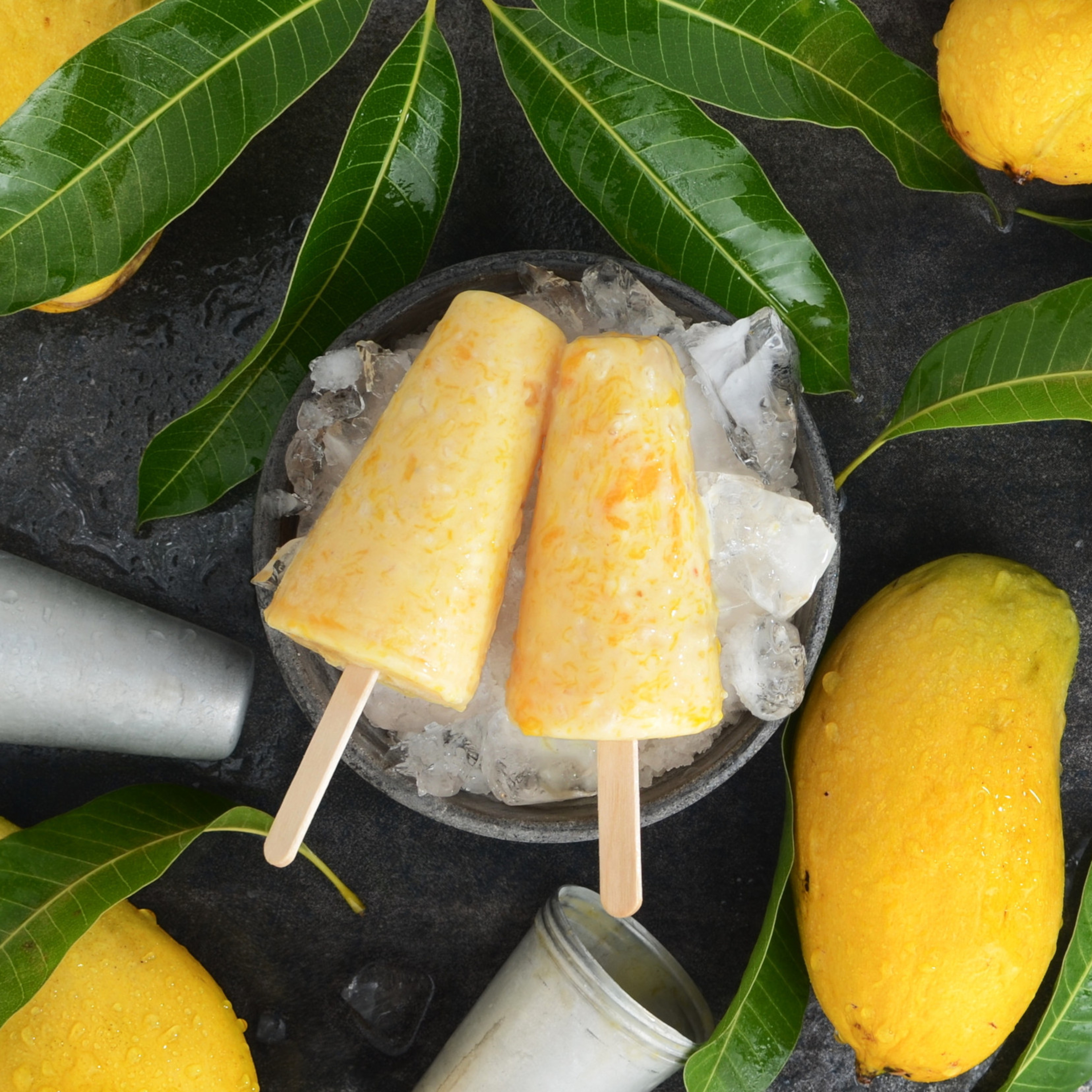
Манговий кульфі.
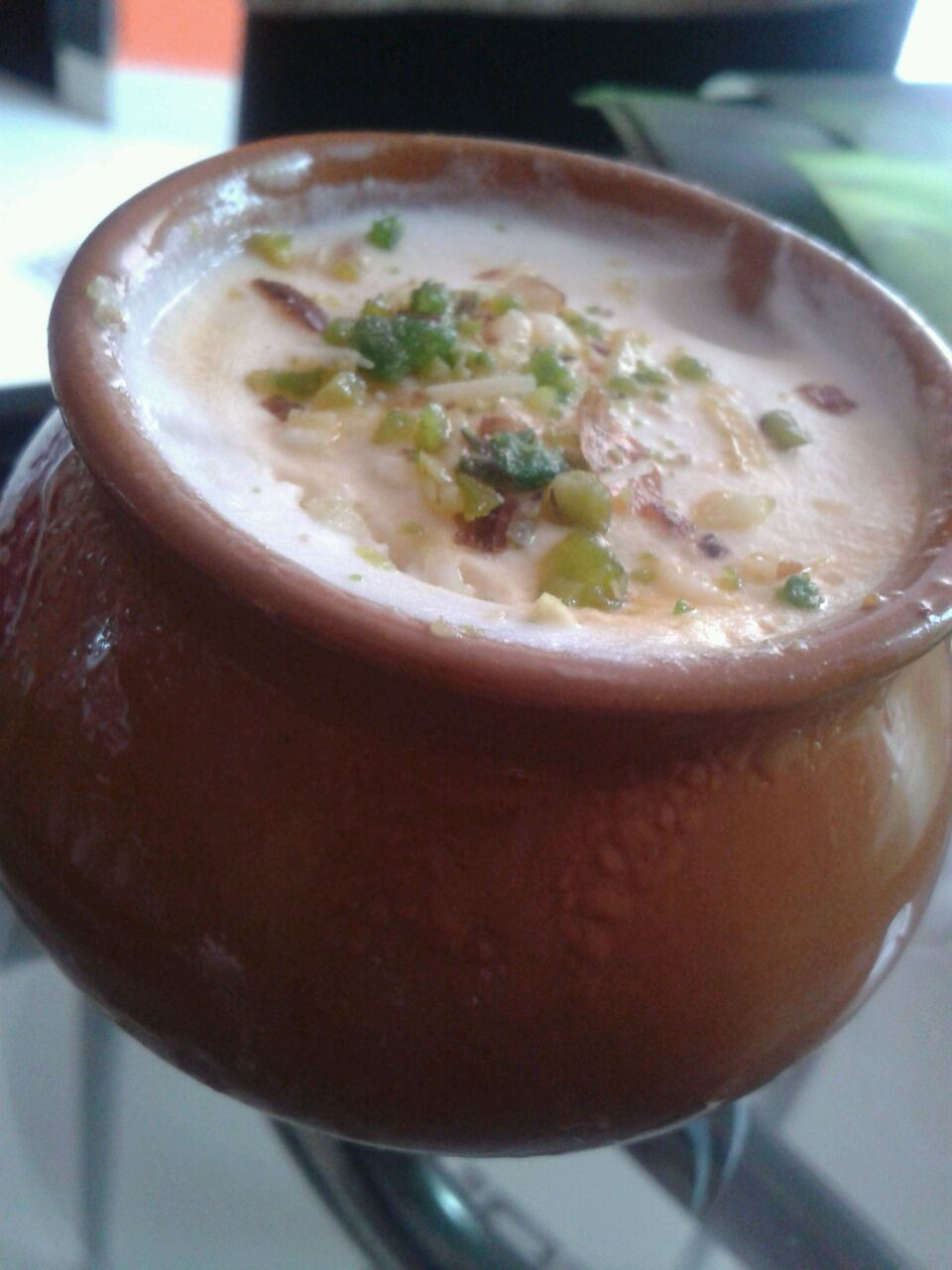
Кульфі в горщику, сервірований традиційним чином.